# Pływanie na Letnich Igrzyskach Olimpijskich 1976 – 4 × 100 m stylem dowolnym kobiet
4 × 100 m stylem dowolnym kobiet – jedna z konkurencji pływackich rozgrywanych podczas XXI Igrzysk Olimpijskich w Montrealu. Eliminacje i finał miały miejsce 25 lipca 1976 roku.
Amerykańska sztafeta w składzie: Kim Peyton (56,95), Wendy Boglioli (55,81), Jill Sterkel (55,78), Shirley Babashoff (56,28) zwyciężyła w wyścigu finałowym, ustanawiając czasem 3:44,82 nowy rekord świata. Srebrny medal wywalczyły reprezentantki NRD, które poprawiły rekord Europy (3:45,50), a brąz przypadł pływaczkom z Kanady (3:48,81; rekord kraju). 

## Rekordy
Przed zawodami rekord świata i rekord olimpijski wyglądały następująco:
| Rekord            | Reprezentacja | Czas    | Miejsce   | Data             |       |
| ----------------- | --- | ------- | --------- | ---------------- | ----- |
| Rekord świata     | NRD · Barbara Krause · Rosemarie Gabriel · Monika Seltmann · Andrea Pollack                                           | 3:48,80 | Berlin    | 2 czerwca 1976   | [ 1 ] |
| Rekord olimpijski | Stany Zjednoczone · Sandra Neilson (58,98) · Jennifer Kemp (58,99) · Jane Barkman (59,03) · Shirley Babashoff (58,18) | 3:55,19 | Monachium | 30 sierpnia 1972 | [ 2 ] |

W trakcie zawodów ustanowiono następujące rekordy:
| Data     | Etap konkurencji      | Reprezentacja | Czas    | Rekord |
| -------- | --------------------- | --- | ------- | ------ |
| 25 lipca | wyścig eliminacyjny 1 | Stany Zjednoczone · Jill Sterkel · Wendy Boglioli · Jennifer Hooker · Kim Peyton                                   | 3:50,27 | OR     |
| 25 lipca | wyścig eliminacyjny 2 | NRD · Kornelia Ender · Petra Priemer · Andrea Pollack · Claudia Hempel                                             | 3:48,95 | OR     |
| 25 lipca | finał                 | Stany Zjednoczone · Kim Peyton (56,95) · Wendy Boglioli (55,81) · Jill Sterkel (55,78) · Shirley Babashoff (56,28) | 3:44,82 | ,      |

## Wyniki

### Eliminacje
| Miejsce | Wyścig | Państwo           | Zawodniczki                                                          | Czas    | Uwagi |
| ------- | ------ | ----------------- | -------------------------------------------------------------------- | ------- | ----- |
| 1.      | 2      | NRD               | Kornelia Ender Petra Priemer Andrea Pollack Claudia Hempel           | 3:48,95 | OR    |
| 2.      | 2      | Kanada            | Gail Amundrud Barbara Clark Debbie Clarke Anne Jardin                | 3:49,69 |       |
| 3.      | 1      | Stany Zjednoczone | Jill Sterkel Wendy Boglioli Jennifer Hooker Kim Peyton               | 3:50,27 |       |
| 4.      | 1      | Holandia          | Ineke Ran Linda Faber Annelies Maas Enith Brigitha                   | 3:53,40 |       |
| 5.      | 2      | ZSRR              | Lubow Kobzowa Irina Własowa Marina Kliucznikowa Larisa Carjowa       | 3:53,67 |       |
| 6.      | 1      | Francja           | Guylaine Berger Sylvie Le Noach Caroline Carpentier Chantal Schertz  | 3:56,89 |       |
| 7.      | 1      | Szwecja           | Pia Mårtensson Ylva Persson Gunilla Lundberg Ida Hansson             | 3:57,48 |       |
| 8.      | 1      | RFN               | Jutta Weber Marion Platten Regina Nissen Beate Jasch Gudrun Beckmann | 3:58,09 |       |
| 9.      | 2      | Australia         | Jenny Tate Lesleigh Harvey Tracey Wickham Drue Le Guier              | 3:58,87 |       |
| 10.     | 1      | Belgia            | Anne Richard Carine Verbauwen Chantal Grimard Geert Boekhout         | 4:00,35 |       |
| 11.     | 2      | Wielka Brytania   | Debbie Hill Ann Bradshaw Susan Edmondson Elaine Gray                 | 4:00,97 |       |
| 12.     | 1      | Wenezuela         | Vania Vázquez Ivis Poleo Marianela Huen María Pérez                  | 4:12,81 |       |
| 13.     | 2      | Argentyna         | Susana Coppo Patricia Spohn Claudia Bellotto Rossana Juncos          | 4:14,57 |       |
| 14.     | 2      | Portoryko         | Diana Hatler Angela López María Mock Jane Fayer                      | 4:18,40 |       |

### Finał
| Miejsce | Państwo           | Zawodniczki                                                                                          | Czas    | Uwagi |
| ------- | ----------------- | --- | ------- | ----- |
| 1 !     | Stany Zjednoczone | Kim Peyton (56,95) Wendy Boglioli (55,81) Jill Sterkel (55,78) Shirley Babashoff (56,28)             | 3:44,82 | WR    |
| 2 !     | NRD               | Kornelia Ender (55,79) Petra Priemer (56,16) Andrea Pollack (56,99) Claudia Hempel (56,56)           | 3:45,50 | ER    |
| 3 !     | Kanada            | Gail Amundrud (57,60) Barbara Clark (57,05) Becky Smith (57,13) Anne Jardin (57,03)                  | 3:48,81 | NR    |
| 4.      | Holandia          | Ineke Ran (58,86) Linda Faber (59,42) Annelies Maas (57,48) Enith Brigitha (55,91)                   | 3:51,67 | NR    |
| 5.      | ZSRR              | Lubow Kobzowa (58,07) · Irina Własowa (58,58) · Marina Kliucznikowa (58,57) · Larisa Carjowa (57,47) | 3:52,69 | NR    |
| 6.      | Francja           | Guylaine Berger (58,99) Sylvie Le Noach (58,76) Caroline Carpentier (59,82) Chantal Schertz (59,16)  | 3:56,73 | NR    |
| 7.      | Szwecja           | Pia Mårtensson (59,06) Ylva Persson (59,06) Diana Olsson (59,76) Ida Hansson (58,86)                 | 3:57,25 | NR    |
| 8.      | RFN               | Jutta Weber (58,02) Marion Platten (59,35) Regina Nissen (1:00,59) Beate Jasch (1:00,37)             | 3:58,33 |       |